# 岡山県道389号吉備津松島線
岡山県道389号吉備津松島線（おかやまけんどう389ごう きびつまつしません）は、岡山県岡山市北区から倉敷市に至る一般県道である。

## 概要
岡山市北区吉備津と倉敷市松島を結ぶ。

### 路線データ
- 起点：岡山県岡山市北区吉備津（吉備津神社前交差点、国道180号交点）
- 終点：岡山県倉敷市松島（松島北交差点、岡山県道162号岡山倉敷線交点）
- 総延長：6.64 km
- 実延長：6.25 km

## 歴史
- 1966年（昭和41年）4月19日 - 岡山県告示第241号により認定される。

前身は岡山県道大鳥居大橋線および岡山県道大鳥居松島線。岡山県道大鳥居大橋線が1961年（昭和36年）3月31日時点で延長がわずか560 mしかなかったために路線統合が図られたものと思われる。
- 1971年（昭和46年）
  - 1月8日 - 吉備郡高松町が岡山市に編入されたことに伴い起点の地名表記が変更される。
  - 3月8日 - 都窪郡庄村が倉敷市に編入されたことに伴い終点の地名表記が変更される。
- 1972年（昭和47年） - 岡山県の県道番号再編（固定番号制導入）により現行の路線名称・路線番号に変更される。

## 路線状況
起点 - 吉備津神社前間は吉備津神社の参道であり、並木道になっている。ただし道幅は狭い。
倉敷市上東 - 倉敷市二子間に本路線のバイパス（上下4車線、その道を岡山方面へずっとまっすぐ行くと新幹線側道になり、倉敷方面に行くとイオンモール倉敷方面に行ける）が開通し、後に倉敷市山地 - 二子の旧道は倉敷市道2074号二子山地線となった。
起点（岡山）方面のバイパスは、吉備津 - 倉敷市日畑 - 納所 - 川入 - 中撫川を南北に結ぶ2車線新道、そこから西の新岡倉大橋を含む4車線区間である。

### 重複区間
- 岡山県道700号岡山総社自転車道線（岡山市北区吉備津）
- 岡山県道245号真金吉備線（岡山市北区吉備津）
- 岡山県道700号岡山総社自転車道線（岡山市北区吉備津）
- 岡山県道73号箕島高松線（倉敷市西尾 - 倉敷市上東）
- 岡山県道73号箕島高松線（バイパス側：倉敷市上東・ばら園北口交差点 - 倉敷市上東）

### 道路施設

#### 橋梁
- 新岡倉大橋（バイパス側：足守川、岡山市北区中撫川 - 倉敷市日畑）
- 日畑（ひばた）橋（足守川、倉敷市日畑）

## 地理

### 通過する自治体
- 岡山県
  - 岡山市（北区） - 倉敷市

### 交差する道路
| 交差する道路 | 市町村名 | 市町村名 | 交差する場所       | 交差する場所              |
| --- | -------- | -------- | ------------------ | ------------------------- |
| 国道180号 | 岡山市   | 北区     | 吉備津             | 吉備津神社前交差点 / 起点 |
| 岡山県道700号岡山総社自転車道線 重複区間起点                                                                            | 岡山市   | 北区     | 吉備津             |                           |
| 岡山県道700号岡山総社自転車道線 重複区間終点                                                                            | 岡山市   | 北区     | 吉備津             |                           |
| 岡山県道700号岡山総社自転車道線                                                                                         | 岡山市   | 北区     | 吉備津             |                           |
| 岡山県道245号真金吉備線 重複区間起点                                                                                    | 岡山市   | 北区     | 吉備津             |                           |
| 岡山県道700号岡山総社自転車道線 重複区間起点                                                                            | 岡山市   | 北区     | 吉備津             |                           |
| 岡山県道700号岡山総社自転車道線 重複区間終点                                                                            | 岡山市   | 北区     | 吉備津             |                           |
| 岡山県道245号真金吉備線 重複区間終点                                                                                    | 岡山市   | 北区     | 吉備津             |                           |
| 岡山県道389号吉備津松島線 / バイパス                                                                                    | 岡山市   | 北区     | 吉備津             |                           |
| 岡山県道73号箕島高松線 重複区間起点                                                                                     | 倉敷市   | 倉敷市   | 西尾               |                           |
| 岡山県道73号箕島高松線 重複区間終点 岡山県道389号吉備津松島線 / バイパス                                                | 倉敷市   | 倉敷市   | 上東               |                           |
| 倉敷市道1140号富本町三田線 / 新幹線側道                                                                                 | 倉敷市   | 倉敷市   | 二子               |                           |
| 岡山県道162号岡山倉敷線                                                                                                 | 倉敷市   | 倉敷市   | 松島               | 松島北交差点 / 終点       |
| バイパス |          |          |                    |                           |
| 岡山県道389号吉備津松島線 / 現道                                                                                        | 岡山市   | 北区     | 吉備津             | バイパス起点              |
| 岡山市道306000031号川入中撫川2号線 / 新幹線側道（岡山方面） 岡山市道306000032号川入中撫川3号線 / 新幹線側道（倉敷方面） | 岡山市   | 北区     | 中撫川（なつかわ） | 中撫川交差点              |
| 岡山県道73号箕島高松線 重複区間起点                                                                                     | 倉敷市   | 倉敷市   | 上東               | ばら園北口交差点          |
| 岡山県道73号箕島高松線 重複区間終点 岡山県道389号吉備津松島線 / 現道                                                    | 倉敷市   | 倉敷市   | 上東               | バイパス終点              |

### 交差する鉄道
- 山陽新幹線

### 沿線
- JR西日本吉備線 吉備津駅（起点付近）
- 吉備津神社
- 倉敷カントリー倶楽部
- 清心中学校・清心女子高等学校
- 川崎医科大学・川崎医療福祉大学・川崎医療短期大学（いずれも学校法人川崎学園所有の大学）